# Teletanque

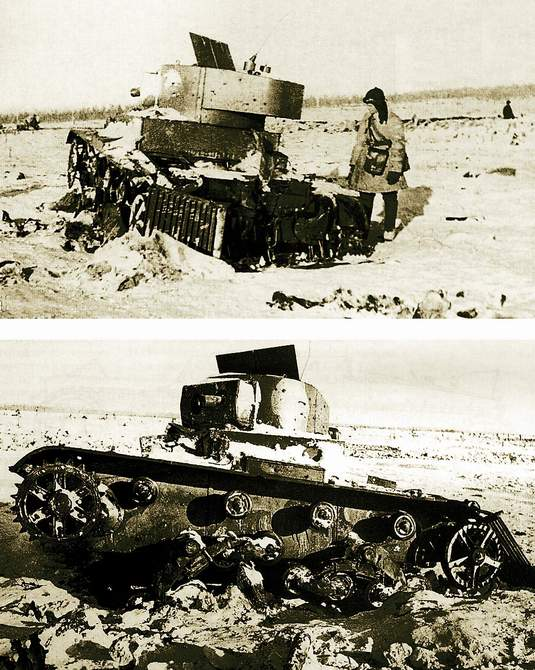
Un TT-26 (teletanque) destruido con equipos de control a distancia TOZ-IV del 217.º Batallón Independiente de Tanques de la 30.ª Brigada de Tanques. Se pueden observar las dos antenas que salen del techo de la torreta y el camuflaje bicolor. Istmo de Karelia, febrero de 1940.

Los teletanques fueron una serie de tanques no tripulados radiocontrolados a distancia, producidos en la Unión Soviética en la década de 1930 e inicios de la década de 1940. Fueron empleados en combate por primera vez en la Guerra de Invierno, al inicio de la Segunda Guerra Mundial. Un teletanque es radiocontrolado desde un tanque de control a una distancia de 500 a 1500 m, ambos formando un grupo telemecánico. Además de la Guerra de Invierno, el Ejército Rojo desplegó por lo menos dos batallones de teletanques al inicio de la Gran Guerra Patria.

## Diseño
Los teletanques estaban equipados con una ametralladora DT, lanzallamas, generadores de humo, y a veces con una bomba de tiempo especial de entre 200 a 700 kg en una caja blindada, que era soltada por el tanque cerca de las fortificaciones enemigas, destruyendo búnkeres hasta cuatro niveles bajo tierra.[cita requerida] También fueron diseñados para poder emplear armas químicas, pero no llegaron a entrar en combate. Cada teletanque, según su modelo, podía reconocer de 16 a 24 comandos transmitidos mediante radio en dos frecuencias posibles para evitar interferencias e interceptaciones. Los teletanques se construyeron a partir de los tanques T-18, T-26, T-38, BT-5 y BT-7.
El tanque de control (donde iban el transmisor de radiocontrol y el operador) empleaba las tácticas estándar de mantenerse lo más lejos posible mientras el teletanque (TT) se aproximaba al enemigo. El tanque de control podía ofrecer fuego de apoyo, además de proteger al operador del radiocontrol. Si el enemigo lograba capturar al teletanque, la tripulación del tanque de control debía destruirlo con su cañón principal. Cuando no estaba en combate, el teletanque era manejado de forma convencional.
Además de teletanques, el Ejército Rojo también tenía cúteres y aeronaves a control remoto.